# Мехмет Емін Юрдакул
Мехмет Емін Юрдакул (тур. Mehmet Emin Yurdakul; 13 травня 1869, Константинополь — 14 грудня 1944, Стамбул) — турецький письменник.

## Біографія
Мехмет Емін Юрдакул народився в стамбульському районі Бешикташ. Він не зміг через фінансові проблеми закінчити школу. Потім навчався в юридичному ліцеї, але перервав навчання, тому що не мав грошей на оплату. Він опублікував першу поему «Доброчесність і дворянство» (Fazilet ve Asalet) і після цього був узятий на службу чиновником. Відвідував лекції проповідника Джамалуддіна аль-Афгані..
У 1897 році, після початку першої греко-турецької війни Юрдакул видав першу збірку поезій «Турецькі вірші». У 1907 році він приєднався до комітету «Єднання і прогрес». У зв'язку з роботою Мехмет Юрдакул неодноразово змінював місце проживання. У 1911 році через проблеми зі здоров'ям він звільнився зі служби і повернувся у Стамбул . У 1914 році поет опублікував збірку віршів «Турецький саз», в якій критикував монархію, але в більш пізніх віршах знову виступив як націоналіст.
Після проголошення Турецької республіки Мехмет Емін неодноразово обирався у Великі національні збори. Після прийняття в 1934 році закону про прізвища взяв прізвище «Юрдакул».
Похований на цвинтарі Зінджирлікую.